# Фратауциј Веки (Сучава)
Фратауциј Веки (рум. Frătăuţii Vechi) насеље је у Румунији у округу Сучава у општини Фратауциј Веки. Oпштина се налази на надморској висини од 379 m.

## Становништво
Према подацима из 2002. године у насељу је живело 4638 становника, од којих су сви румунске националности.

### Хронологија
| Година       | 1992 | 1993 | 1994 | 1995 | 1996 | 1997 | 1998 | 1999 | 2000 | 2001 | 2002 | 2003 | 2004 | 2005 | 2006 | 2007 | 2008 | 2009 | 2010 | 2011 | 2012 | 2013 | 2014 | 2015 | 2016 | 2017 |
| ------------ | ---- | ---- | ---- | ---- | ---- | ---- | ---- | ---- | ---- | ---- | ---- | ---- | ---- | ---- | ---- | ---- | ---- | ---- | ---- | ---- | ---- | ---- | ---- | ---- | ---- | ---- |
| Становништво | 4878 | 4859 | 4856 | 4885 | 4884 | 4895 | 4894 | 4906 | 4903 | 4951 | 4956 | 4976 | 4979 | 4970 | 4968 | 4955 | 4973 | 5048 | 5054 | 5079 | 5110 | 5183 | 5198 | 5271 | 5348 | 5425 |